# Geroldswind
Geroldswind ist ein Gemeindeteil des Marktes Maroldsweisach im unterfränkischen Landkreis Haßberge in Bayern.

## Geographie
Das Kirchdorf liegt im nordöstlichen Teil des Landkreises Haßberge im Weisachgrund am Südhang des Zeilbergs. Etwa 700 Meter südlich von Geroldswind verläuft die Bundesstraße 279 von Breitengüßbach über Maroldsweisach nach Fulda.

## Geschichte
Der Ortsname weist auf die Gründung durch fränkische Siedler hin und bezieht sich wohl auf den Grundherrn. Er bedeutet „bei den Wenden eines Gerold“.
Die erste urkundliche Erwähnung war 1151, als ein „Erimbertus de Chlubisdorf“ seine Güter in „Gerhartiswiniden“ dem Kloster Banz übertrug. Die Dorfherren wechselten in rascher Folge. 1303/13 besaß Hermann Hunt de Sternberg drei Lehen in „Gerbrehtswinden“, 1355 erhielt Hermannus de Sternberg zwei Güter in „Gerbrechtswinden“. Heintz von Stein bezog 1415 ein Viertel des Zehnt zu „Gerbotswind“.  1495 erhielt Philip Truchsses von Wetzhausen ein halbes Gut, die Herren von Fuchs bezogen 1536 Lehen und das Bistum Würzburg nahm 1575 den Zehnten in „Gerolswinde“. 1590 hatten die Truchsessen zu Bundorffe Untertanen in dem Ort. Ende des 16. Jahrhunderts gehörte das Dorf zur Zent Ebern.
1674 gab es in Geroldswind sechs Haushaltungen. Die Lehen gehörten dem Bistum Würzburg und dem Grafen Götz. 1799 hatte das Dorf neun Häuser mit 47 Einwohnern. Ein Haus war den Herrn Truchseß auf Bettenburg lehnbar, die übrigen dem Bistum.
Ein eigenes Schulhaus, unmittelbar neben der Kapelle gelegen, hatte das Dorf schon vor 1674. Ende des 18. Jahrhunderts besuchten auch die Kinder aus Gückelhirn und Todtenweisach die Schule. Der Unterricht fand nur im Winter statt. 1837 errichtete Geroldswind ein neues Schulgebäude in der Nähe der Kirche. 1935 wurde die damalige Privatschule aufgelöst. 1947 wurde der Unterricht mit 21 Kindern wieder aufgenommen ehe die Schule 1968 endgültig geschlossen wurde.
1820 schloss sich Geroldswind dem 1818 gegründeten Gemeindeverband Gückelhirn an, der 1862 in das neu geschaffene bayerische Bezirksamt Ebern eingegliedert wurde. Basaltabbau im Gemeindewald erfolgte ab 1864 in Handarbeit.
1871 zählte der Ort 70 Einwohner und 33 Gebäude. Das Kirchdorf gehörte zum Sprengel der katholischen Pfarrei im 7 Kilometer entfernten Pfarrweisach. Die katholische Schule befand sich im Ort. Die zuständige evangelisch-lutherische Pfarrei war im 4,5 km entfernten Altenstein, die evangelische Schule stand im 1,5 km entfernten Todtenweisach. Im Jahr 1900 hatte die Landgemeinde Gückelhirn 233 Einwohner, von denen 88 katholisch waren. Der Ortsteil  Geroldswind zählte 85 Einwohner in 18 Wohngebäuden. und 1925 lebten in dem Ort 94 Personen in 18 Wohngebäuden. Das Dorf war der evangelisch-lutherischen Pfarrei im 2 km entfernten Maroldsweisach zugeordnet und gehört seit 1912 zum Sprengel der damaligen katholischen Kaplanei Herz-Jesu in Maroldsweisach, die 1951 zur Pfarrei erhoben wurde.
1950 bestanden in dem Kirchdorf 18 Wohngebäude mit 122 Einwohnern. Im Jahr 1970 zählte Geroldswind 114, 1987 100 Einwohner sowie 25 Wohnhäuser mit 31 Wohnungen. Am 1. Juli 1972 wurde der Landkreis Ebern aufgelöst und Gückelhirn kam zum Haßberg-Kreis. Am 1. Juli 1975 folgte die Eingliederung der Gemeinde mit ihrem Gemeindeteil Geroldswind nach Maroldsweisach.

## Baudenkmäler
Die katholische Filialkirche St. Johannes der Täufer ist vom Friedhof umgeben. Sie wurde im 18. Jahrhundert über dem Chor einer Kapelle errichtet. Der eingezogene Rechteckchor geht vermutlich auf einen mittelalterlichen Chorturm zurück. Der runde Chorbogen stammt wohl aus dem 16. Jahrhundert. Am Übergang zwischen dem Chorraum und dem einachsigen Langhaus der Saalkirche befindet sich auf dem Walmdach ein verschieferter, achteckiger Dachreiter aus Holz mit einer Kuppel. Die Ausstattung im Stil des späten Rokoko mit Kanzel, Orgelgehäuse und Holzfigurengruppe entstand um 1780. Der Altar hat einen klassizistischen Tabernakelaufbau und beherbergt als Reliquien Gebeine der Heiligen Eugenius, Fructuosus von Braga und Theophilus von Adana.
In der Bayerischen Denkmalliste sind insgesamt drei Baudenkmäler aufgeführt.